# Simon Langlois
Pour les articles homonymes, voir Langlois.
Simon Langlois est un sociologue et professeur d'université canadien, né en 1947 à Montmagny au Québec.

## Biographie

### Formation
Simon Langlois a fait son cours classique à Montmagny et Sainte-Anne-de-la-Pocatière où il a obtenu le baccalauréat ès arts en 1967. Il a étudié la sociologie à l’Université Laval où il a obtenu le B.A. et une maîtrise en sociologie. Il a ensuite obtenu un doctorat en sociologie de l’Université de Paris IV (Paris-Sorbonne) en 1981 avec une thèse intitulée Les réseaux sociaux et la mobilité professionnelle, sous la direction de Raymond Boudon.

### Parcours professionnel
Simon Langlois a été agent de recherche au siège social de l’Université du Québec de 1971 à 1972. Il est ensuite entré à l’Université Laval comme assistant d’enseignement à temps plein en juin 1972 jusqu’à l’été 1974. Après un séjour d’études en France de 1974 à 1976, il a été nommé professeur adjoint au département de sociologie de l’Université Laval, puis professeur agrégé et professeur titulaire en 1986. Il a été Directeur du département de sociologie à deux reprises, soit du 8 juin 1980 au 10 juin 1983 et de juin 2011 à juin 2015. De septembre 1987 à juin 1993, il a été Directeur de recherche à demi-temps au sein de l’Institut québécois de recherche sur la culture. Il a été titulaire de la chaire pour le développement de la recherche sur la culture d'expression française en Amérique du Nord (CEFAN) de la Faculté des lettres de l’Université Laval du 1er janvier 2000 au 31 mai 2003 et titulaire de la Chaire d’études québécoises, Collège universitaire Glendon, université York, Toronto, d’août 2004 à mai 2005.
Simon Langlois a effectué plusieurs courts séjours comme professeur invité dans différentes universités, notamment à l’UER de sciences économiques, Université de Paris-Sorbonne, (mars et mai 2006, mai 2007, mars-avril 2012), au ZUMA, Mannheim (novembre 1996 et février 2002), au Laboratoire de sociologie quantitative, CREST-INSEE, Paris, janvier-mars 1997.
Il a pris sa retraite de l’Université Laval le 31 août 2015.

### Activités académiques
Simon Langlois est membre du Comité de rédaction de plusieurs revues scientifiques : La revue Tocqueville/The Tocqueville Review  (Toronto et Paris), L’Année sociologique (Paris), Sociologie et sociétés (Montréal), Québec Studies, Social Indicators Research (Amsterdam). Pendant cinq ans, il a été rédacteur de la revue Recherches sociographiques, publiée à Québec, dont il est membre du Comité de rédaction. Il est président du Conseil scientifique du CREDOC (Paris) depuis 2007 et il est membre de la Société des Dix depuis 2006, où il occupe le fauteuil numéro 1. Il a été membre du Conseil d’administration de l’Office québécois de la langue française et président du Comité de suivi de la situation linguistique, 2003-2008. Il a aussi été président de l’Académie des sciences sociales de la Société Royale du Canada, 2013-2015, Président de l’Association canadienne des sociologues et anthropologues de langue française (ACSALF) 1999-2000 ; coordonnateur, Groupe international pour l'analyse comparée du changement social entre 1988 et 2013 ; Membre du Comité scientifique d’orientation et membre du Comité des acquisitions du Musée des civilisations, Québec entre 2011 et 2015.

## Recherches

### Sociologie de la consommation
Simon Langlois s’est intéressé à la sociologie de la consommation, l’un de ses domaines d’enseignement au Département de sociologie de l’Université Laval. Il a publié plusieurs travaux sur l’évolution de la structure de la consommation des ménages canadiens à partir de l’analyse de leurs dépenses budgétaires. Il a écrit un livre sur l’émergence et l’extension de la société de consommation en France depuis l’après-guerre 1939-1945 jusqu’aux années 2000, Consommer en France (2005). Il a dirigé la rédaction d’un numéro spécial de la revue L’Année sociologique sur la « Sociologie de la consommation », volume 61, numéro 1, 2011.

### Changement social et analyse de tendances
À partir de l’année 1987, Simon Langlois a été coordonnateur du groupe international Comparative Charting of Social Change (CCSC) qui venait d’être fondé par des équipes de chercheurs venant de France, d’Allemagne et des États-Unis et il a dirigé les travaux de l’équipe québécoise rattachée à l’IQRC. D’autres équipes nationales ont rejoint ce groupe par la suite, venant d’Espagne, de Grèce, de Bulgarie, d’Italie, de Russie et du Canada (l’équipe canadienne étant distincte de l’équipe québécoise). Le premier objectif du groupe CCSC consistait à analyser les grandes tendances du changement dans chaque pays membre. Les monographies sur chacun des pays ont été publiées chez McGill University Press sous le titre Recent Social Trends in France, Recent Social Trends in The United States, , etc. dans une collection dirigée par Simon Langlois. Dans un deuxième temps, ce groupe de recherche a procédé à la comparaison des changements entre ces différentes sociétés. Plusieurs ouvrages de comparaison internationale ont été publiés en anglais par le CCSC.

### Question nationale, identité et études québécoises
Simon Langlois a publié plusieurs travaux en études québécoises et canadiennes. Il a dirigé la rédaction du livre La société québécoise en tendances 1960-2000, dans lequel il a écrit 26 chapitres différents. Traduit en anglais aux Presses de l’Université McGill, ce livre constitue une référence de première main pour l’étude de la modernisation rapide du Québec dans la foulée de la Révolution tranquille. Il a montré qu’il y avait un décalage historique entre la mutation observable dans les modes de vie des ménages et l’encadrement institutionnel. Ainsi, la modernisation des modes de vie des ménages s’est amorcée au Québec dès les années 1940, mais celle des institutions est intervenue plus tardivement, dans les années 1960. À noter que le même type de décalage est observable dans les sociétés comparables à la société québécoise qui se sont modernisées tardivement, comme la Grèce, l’Espagne, la Bulgarie, un aspect qui apparaît dans les travaux du groupe CCSC auquel est associé le professeur Langlois. Il a ensuite collaboré avec des collègues canadiens à la rédaction d’un ouvrage semblable portant sur le Canada, paru sous le titre Recent Social Trends in Canada, 1960-2000  (ISBN 0-7735-2955-1). Simon Langlois fut l’un des codirecteurs du Traité des problèmes sociaux, 1994 (avec Fernand Dumont et Yves Martin). Ce traité est une somme considérable qui a réuni des chercheurs de plusieurs disciplines allant de la psychologie, du service social, de la criminologie jusqu’à la science économique ou la démographie, entre autres.
Dans ses travaux sur le sentiment national, Simon Langlois s’est intéressé en particulier aux relations entre le Québec et les communautés francophones du Canada et à l’étude de la place du Québec au sein du Canada. Il a édité un ouvrage sur le Canada français en montrant comment il présentait au long du XXe siècle tous les cas de figures possibles de la question nationale dans le monde contemporain (Identité et cultures nationales, PUL, 1996). Il a publié plusieurs travaux sur le Canada contemporain, d’un point de vue québécois, poursuivant ainsi une longue tradition intellectuelle typique de la Faculté des sciences sociales de l’Université Laval comme son essai « Canadian identity : A francophone perspective », Encyclopedia of Canada's People (1999).
Simon Langlois a publié (avec Gilles Gagné) un livre sur l’évolution du mouvement souverainiste québécois à la suite du Référendum de 1995 : Les raisons fortes. Nature et signification de l’appui à la souveraineté du Québec, Presses de l’Université de Montréal, 2002. L’ouvrage obtient une médaille de l’Assemblée nationale du Québec. Il propose une approche conceptuelle qui permet d’en interpréter les hauts et les bas. Tout mouvement social est caractérisé par la promotion d’un projet autant que par la protestation contre un état de choses insatisfaisant ou un ordre établi, et ces deux volets sont animés par un groupement porteur. Le mouvement souverainiste québécois est désormais caractérisé par un conflit interne entre le social et le national et les raisons de la souveraineté apparaissent moins claires au sein du groupement porteur du projet, selon les dernières analyses du sociologue. Simon Langlois a travaillé en histoire de la pensée au Québec, publiant notamment un essai sur le premier sociologue universitaire québécois, Jean-Charles Falardeau, un article sur Tocqueville au Bas-Canada et un livre sur les études québécoises durant les années 1990 et 2000 (Intentions d’auteurs sur le Québec, le Canada et les sciences sociales, 2012).

### Stratification sociale
Simon Langlois a réalisé plusieurs travaux dans le champ de la stratification sociale. Il a scruté la situation des classes moyennes du Québec dans une perspective temporelle et générationnelle et il a mis en évidence d’importants effets de période, d’âge et de génération. Il a publié plusieurs contributions dans Les cahiers des Dix sur les professions, sur la mobilité sociale et sur l’évolution de la structure sociale de la société québécoise entre 1971 et 2011. Il a montré dans cette recherche comment la structure sociale du Québec s’était fortement féminisée dans le dernier tiers du XXe siècle et comment elle s’était transformée vers le haut avec le déclin de la classe ouvrière, la montée des techniciens, la hausse des professionnels (professions libérales et autres) et des cadres moyens et supérieurs dans les organisations.
Simon Langlois a construit avec le professeur François Gardes un Indice multidimentionnel de pauvreté-richesse qui permet de d’analyser des comportements de pauvres et de riches dans le temps indépendamment des mutations structurelles qui caractérise la population. Plusieurs publications sont issues de ce projet, notamment dans les revues Canadian Review of Sociology and Anthropology (2000) et Recherches sociographiques (2010).

## Publications

### Livres (auteur ou co-auteur)
- Refondations nationales au Canada et au Québec, Québec, Septentrion, 2018.
- Le Québec change. Chroniques sociologiques, Montréal, Del Busso éditeur, 2017.
- Intentions d’auteurs sur le Québec, le Canada et les sciences sociales, Québec, Nota Bene, 2012, 385 p ;  (ISBN 978-2-89518-408-9)
- Consommer en France. Cinquante ans de travaux scientifiques du Crédoc, La tour d’Aigues, L’Aube, 2005, 371 p.  (ISBN 2-7526-0218-9)
- Recent Social Trends in Canada 1960-2000 (avec Lance W. Roberts, Rodney A. Clifton, Barry Ferguson et Karen M. Kampen), Montréal, McGill-Quen’s University Press, 2005.  (ISBN 0-7735-2955-1)
- Les raisons fortes. Nature et signification de l'appui et la souveraineté du Québec (avec Gilles Gagné), Montréal, Les Presses de l'Université de Montréal, 2002.  (ISBN 2-7606-1837-4)
- La société québécoise en tendances, 1960-1990 (avec Jean-Paul Baillargeon Gary Caldwell, Guy Fréchet, Madeleine Gauthier et Jean-Pierre Simard), Québec, Institut québécois de recherche sur la culture, 1990, 667 p.  (ISBN 2-89224-133-2)
- Recent Social Trends in Québec, 1960-1990 (avec Jean-Paul Baillargeon, Gary Caldwell, Guy Fréchet, Madeleine Gauthier et Jean-Pierre Simard), Montréal, McGill-Queen's University Press et Frankfurt, Campus Verlag, 1991, 607 p.  (ISBN 0-7735-0879-1)
- Les hommes et les femmes dans la fonction publique du Québec (en collaboration avec Michel de Sève), Québec, Éditeur officiel, 1978, 504 p.

### Livres (direction ou co-direction)
- Jean-Charles Falardeau, Sociologie du Québec en mutation. Aux origines de la Révolution tranquille, Introduction et choix de textes par Simon Langlois et Robert Leroux, Québec, Presses de l’Université Laval, 2013.  (ISBN 978-2-7637-1656-5)
- Jeunes et projets de société. La conscience de génération en France et au Québec (sous la direction de Simon Langlois et Jacques Palard), Québec, Les presses de l’Université Laval, 2008, 277p.  (ISBN 978-2-7637-8713-8)
- Aspects de la nouvelle francophonie canadienne (sous la direction de Simon Langlois et Jocelyn Létourneau), Québec, Les presses de l'Université Laval, coll. Culture française d'Amérique, 2004.  (ISBN 2-7637-8083-0)
- Briser les solitudes. Les francophonies canadiennes et québécoise (sous la direction de Simon Langlois et Jean-Louis Roy), Québec, Éditions Nota Bene, 2003.  (ISBN 2-89518-145-4)
- Savoir et responsabilité (sous la direction de Michel de Sève et Simon Langlois), Québec, Éditions Nota Bene, 1999.
- Tendances comparées des sociétés post-industrielles (sous la direction de Michel Forsé et Simon Langlois), Paris, Presses Universitaires de France, 1995.  (ISBN 978-2-13-047051-9).
- L'horizon de la culture. Hommage à Fernand Dumont, (sous la direction de Simon Langlois et Yves Martin), Sainte-Foy, Les Presses de l'Université Laval, 1995.  (ISBN 2-7637-7428-8)
- Identité et cultures nationales. L'Amérique française en mutation (sous la direction de Simon Langlois), Sainte-Foy, Les Presses de l'Université Laval, coll. cefan, 1995. ISBN
- Convergence or Divergence ? Comparing Recent Social Trends in Industrialized Societies (S. Langlois, editor, with Theodore Caplow, Wolfgang Glatzer et Henri Mendras), Montréal, McGill-Queen's University Press et Frankfurt, Campus Verlag, 1994.  (ISBN 0-7735-1264-0)
- Traité des problèmes sociaux (sous la direction de Fernand Dumont, Simon Langlois et Yves Martin), Québec, Institut québécois de recherche sur la culture, 1994, 1164p.  (ISBN 2-89224-190-1)
- Le Canada, tradition et révolution (sous la direction de Alan Artibise et de Simon Langlois), Montréal, Conseil international des études canadiennes, 1990, 190p.  (ISBN 0-919363-25-3).
- La morphologie sociale en mutation au Québec (sous la direction de Simon Langlois et de François Trudel), Montréal, Cahiers de l'ACFAS, 1986, 349p.

### Numéro spécial de revues (direction)
- « Sociologie du bien-être », numéro spécial de L’Année sociologique (direction Michel Forsé et Simon Langlois), 64, 2, 2014 ;  (ISBN 978-2-13-062872-9)
- « Républicanisme, multiculturalisme et laïcité » (direction Guy Laforest et Simon Langlois), numéro spécial de The Tocqueville Review/La revue Tocqueville, volume XXXIV, numéro 1, 2013.
- « Sociologie de la consommation », L’Année sociologique, volume 61, numéro 1, 2011   (ISBN 978-2-13-058701-9)
- « Études théoriques et empiriques de la cohésion sociale » (direction Michel Forsé et Simon Langlois), numéro spécial de The Tocqueville Review / La Revue Tocqueville, vol. 30-2 et 31-1, 2009 et 2010  (ISSN 0730-479X).
- « Quebec and French Canada », numéro spécial de Journal of Indo-Canadian Studies, vol. 2, 2, 2002.
- « Voies nouvelles de la sociologie », L'Année sociologique (direction Michel Forsé et Simon Langlois), 1, 2002.  (ISBN 2-13-053081-8)
- « Au Québec et ailleurs : comparaisons de société », Recherches sociographiques, xliii, 1, 2002, 261 p.
- « Mémoire de Fernand Dumont », Recherches sociographiques (direction Simon Langlois et Jean-Philippe Warren), xlii, 2, 2001.
- « Index cumulatif. 40 ans de recherches », Recherches sociographiques, hors-série, 2000.
- « Québec-Canada. Deux références conflictuelles » (direction Andrée Fortin et Simon Langlois), Recherches sociographiques, xxxix, 2-3, 1998.
- « Les réseaux sociaux », numéro spécial de L'Année sociologique, 1, 1997 (direction Michel Forsé et Simon Langlois).  (ISBN 2-13-048452-2)
- « Les Cégeps vingt ans après », Recherches sociographiques, xxvii, 3, 1986 (direction Gary Caldwell et Simon Langlois).

### Articles dans dictionnaires et encyclopédies
- « Social Tradition » dans James D. Wright (ed. en chef), International Encyclopedia of the Social & Behavioral Sciences, 2e édition, Vol 24. Oxford: Elsevier, 2015, p. 508–511.
- « Identity Movements » dans James D. Wright (ed. en chef), International Encyclopedia of the Social & Behavioral Sciences, 2e édition, Vol 11. Oxford: Elsevier, 2015, p. 543–546.
- « Wellbeing in Canada » dans Wolfgang Glatzer, Laura Camfield, Valerie Moller et Mariano Rojas (dirs.), Global Handbook of Quality of Life. Explorations of Well-Being of Nations and Continents, Londres-Dordrecht, Springer, 2015, p. 569-572  (ISBN 978-94-017-9178-6)
- « Consommation » dans Massimo Borlandi, Raymond Boudon, Mohamed Cherkaoui et Bernard Valade (dirs), Dictionnaire de la pensée sociologique, Paris, Presses universitaires de France, 2005, p. 128-132  (ISBN 2-13-051689-0)
- « Dumont, Fernand 1927-1997 » dans Massimo Borlandi, Raymond Boudon, Mohamed Cherkaoui et Bernard Valade (dirs), Dictionnaire de la pensée sociologique, Paris, Presses universitaires de France, 2005, p. 192-193  (ISBN 2-13-051689-0)
- « Relations sociales » dans Massimo Borlandi, Raymond Boudon, Mohamed Cherkaoui et Bernard Valade (dirs), Dictionnaire de la pensée sociologique, Paris, Presses universitaires de France, 2005, p. 595-597  (ISBN 2-13-051689-0)
- « Dumont, Fernand (1927-1997) » dans John R. Shook (ed.), The Dictionary of Modern American Philosophers, Tome II, Bristol, Thoemmes, 2005, p. 677-680  (ISBN 978019975-4663)

## Prix et distinctions
- Médaille de la Fondation Saintour, Académie des sciences morales et politiques, Paris, 1996.
- Chevalier dans l'Ordre des Palmes académiques (France), 2002.
- Médaille de l'Assemblée nationale du Québec pour le livre Les raisons fortes (avec Gilles Gagné), 2003[8].
- Élu membre de la Société royale du Canada en 2003.
- Diplômé de l’année, Collège de Sainte-Anne-de-la-Pocatière, 2004.
- Membre de la Société des Dix depuis 2006.
- Prix international en études canadiennes du Gouverneur général du Canada, 2012.
- Président de l’Académie des sciences sociales de la Société royale du Canada, (nov. 2013-nov. 2015)
- Award for Outstanding contribution to the discipline of Sociology, Canadian Sociological Association.